# Annegret Kramp-Karrenbauer
Annegret Kramp-Karrenbauer (szül. Kramp; Völklingen, 1962. augusztus 9. –) német kereszténydemokrata (CDU) politikus, neve kezdőbetűi alapján néha AKK-ként is említik, 2018. december 7-től a CDU pártelnöke. 2011 és 2018 között a Saar-vidék miniszterelnöke. Ő a Saar-vidék első női vezetője, és a negyedik nő, aki egy német szövetségi államot irányít. 1998-ban a Bundestag, a német szövetségi parlament tagja volt.
Sokáig Angela Merkel valószínű utódának tartották a német kancellári székben, de 2020. február 10-én váratlanul bejelentette, hogy lemond a CDU-elnöki posztról.

## Családi háttere és tanulmányai
Annegret Kramp konzervatív katolikus ötgyerekes családból származik, édesapja tanár volt, édesanyja háztartásbeli. 1984–1990 között a Trier és a Saar-vidéki Egyetemen politikai és jogi tanulmányokat folytatott, 1990-ben diplomázott politikatudományból.

## Politikai pályafutása
1991–1998 között a Saar-vidéki CDU politikai szakértője, 1990-ben Peter Müllernek, a Saar-vidéki CDU frakcióvezetőjének és a tartomány kormányfőjének tanácsadója, majd 2000–2004 között belügyminisztere volt. Ő volt az első nő Németországban, aki ezt a tisztséget viselte.
A 2009-es szövetségi választások után, a koalíciós kormány létrehozásának tárgyalásai során a CDU/CSU küldöttségben az oktatási és kutatási munkacsoport tagja volt, amelyet Annette Schavan és Andreas Pinkwart vezetett. A CDU 2018. februári rendkívüli kongresszusán a párt főtitkárává választották.

### Saar-vidék miniszterelnöke
2011 januárjában őt nevezték ki kormányfőnek Müller utódjaként, akit a német alkotmánybíróság bírájává választottak.
2012 januárjában Kramp-Karrenbauer felbontotta a koalíciót, amely magában foglalta a liberális Német Szabaddemokrata Pártot (FDP), és azzal vádolta a pártot, hogy „lerombolja saját magát”. Állítása szerint a hármas koalíció a Zöldekkel, az FDP-vel és a saját CDU-jával elvesztette a szükséges „bizalmat, stabilitást és cselekvési képességet” a liberálisokkal. Kramp-Karrenbauer vezetése alatt a CDU megnyerte a 2012-es Saar-vidéki állami választást. Időközben az FDP kiesett a parlamentből, miután  a szavazatoknakcsak 1,2 százalékát szerezte meg.
Nemzeti szinten 2011–2014 között Németország kulturális ügyekért felelős biztosa volt a francia–német együttműködésről szóló szerződés keretében. Továbbra is tagja a német szövetségi tanács és a francia szenátus által létrehozott német-francia barátságcsoportnak. Mint a Bundesrat egyik képviselője, egyben a Kulturális, a Külügyi és a Védelmi Bizottságban is tevékenykedik.
Kramp-Karrenbauer volt a CDU küldötte a Szövetségi Konvencióba a 2012-es és 2017-es németországi elnökválasztáskor. A 2013-as szövetségi választások utáni úgynevezett „nagykoaliciós” (Große Koalition) tárgyalások során a CDU/CSU küldöttség vezetői csoportjának tagja volt.
Kramp-Karrenbauer vezetése alatt a CDU a szavazatok 40,7 százalékát kapta a 2017-es Saar-vidéki tartományi választáson, ami jelentős növekedés volt a 2012-ben szerzett 35,2 százalékhoz képest. 2018 februárjában azonban feladta a Saar-vidék vezetését, hogy a CDU főtitkára lehessen.

### Politikai állásfoglalásai
Amikor Hamburg polgármestere Olaf Scholz 2012-ben benyújtott egy indítványt a kötelező női kvóta bevezetéséről felügyelőbizottságokban a Szövetségi Tanácsban, Kramp-Karrenbauer csatlakozott a javaslathoz, és a törvénytervezet mellett szavazott. Ezzel támogatta az Angela Merkel kancellár és a CDU által ellenőrzött szövetségi kormány ellen irányuló indítványt.
Kramp-Karrenbauer a pártjának 2013-as szövetségi választási kampánya közepette azt javasolta, hogy Németország térjen vissza egy 50 százalék feletti felső jövedelemadóhoz, ami heves vitát váltott ki a párton belül. Véleménye szerint a Angela Merkel elődje, Gerhard Schröder túl messzire ment, mert a kilencvenes években amikor 53 százalékról 42 százalékra csökkentette a legmagasabb adót. 2014 májusában a CDU vezető tagjai között volt, akik csökkenteni akarták az adó automatikus növekedését, mivel az infláció és a jövedelem növekedése magasabb adóhatárokhoz vezet.
Amikor a német alkotmánybíróság 2013-ban az azonos nemű párok adóügyi egyenlőségét támogatta, Kramp-Karrenbauer azon aggodalmának adott hangot, hogy ez örökbefogadást biztosít az azonos nemű pároknak. 2015-ben nyilvános vitát váltott ki azzal érvelve, hogy „ha a házasság fogalmát megnyitjuk, hogy két felnőtt közötti hosszú távú felelősségteljes partnerséggé váljon, akkor más igények sem zárhatók ki, mint például közeli hozzátartozók vagy kettőnél több ember közötti házasság.”

### Egyéb tevékenységei
- Német Felnőttképzési Szövetség (DVV), elnök (2015-től)
- Német katolikusok központi bizottsága, tag
- Konrad Adenauer alapítvány, tag
- Max Planck Társaság, a szenátus tagja
- Max Planck Informatikai Intézet, a kuratórium tagja
- RAG-Stiftung, hivatalból a kuratórium tagja
- Talat Alaiyan Alapítvány, patrónus
- Német Iskolai Sport Alapítvány, a kuratórium elnöke volt
- Saarland Kulturális Örökség Alapítványa, hivatalból a kuratórium korábbi elnöke
- 2011-es női labdarúgó-világbajnokság, a kuratórium tagja

## Magánélete
Helmut Karrenbauer bányamérnök felesége és három gyermekük van. Lelkes olvasónak és AC/DC rajongónak vallja magát. Beszél franciául, de továbbra is leckéket vesz  annak a javítására. Szívesen lép fel a helyi karneválon Gretel, a takarítónő szerepében.

## Fordítás
- Ez a szócikk részben vagy egészben  az   Annegret Kramp-Karrenbauer című angol Wikipédia-szócikk fordításán alapul.  Az eredeti cikk szerkesztőit annak laptörténete sorolja fel. Ez a jelzés csupán a megfogalmazás eredetét és a szerzői jogokat jelzi, nem szolgál a cikkben szereplő információk forrásmegjelöléseként.